# 夷吾 (吳國)
夷吾（？—？），是春秋时期吳国的君主之一，為吳國第十三任君主，承襲父亲屈羽擔任吳國君主。夷吾死后儿子禽處继位。